# Куделя, Андрей Сергеевич
Андрей Сергеевич Куделя — советский военный, государственный и политический деятель, контр-адмирал.

## Биография
Родился в 1905 году в Чернигове. Член КПСС с 1938 года.
С 1927 года — на военной службе, общественной и политической работе. В 1927—1968 гг. — красноармеец, командир эскадрона, командир ПЛ «А-4», командир 24-го дивизиона, начальник Штаба 2-й бригады ПЛ ЧФ, заместитель начальника Штаба бригады ПЛ ЧФ, начальник штаба Туапсинской ВМБ, Главной базы ЧФ в Поти, Севастопольской ВМБ, Крымского, Кавказского МОР, врид командующего Кавказского МОР, начальник штаба Крымского МОР, главной базы ЧФ, начальник 5-го отдела Оперативного управления Главного оперативного управления Морского Генерального Штаба, начальник Штаба Отряда кораблей особого назначения после приемки репараций от Италии в Валлоне, заместитель начальника, помощник начальника Оперативного управления Главного Штаба ВМФ.
Скончался 4 июля 1981 года, похоронен на Кунцевском кладбище Москвы.